# EasyC
EasyC es un entorno de desarrollo integrado por Intelitek para desarrollar programas para el concurso FIRST (para inspiración y reconocimiento de las ciencias, y tecnología.) En vez de la interfaz de usuario del MPLAB de Microchip, hay una interfaz de drag 'n drop como lo que es usado en Lego Mindstorms (En EasyC Pro, se puede escribir a máquina en C.) Usa WPIlib para controlar motores y compresores, y tomar datos de los sensores. EasyC usa sintaxis de C. No tiene rasgos como un control de versiones y refactorización. EasyC carga los programas usando un cable serie con clavija de nueve polos. (No puede usar USB). EasyC use la compilador de MPLAB. 
A partir de 2007, la versión más nuevo es EasyC Pro.  En el pasado, Intelitek desarrolla dos versiones distintos de EasyC, un para el concurso FRC (FIRST Robotics Competition en inglés) y otro para el concurso de Vex.  En EasyC Pro, los dos son lo mismo.  Esta versión deja los programadores desarrollan su funciones propios en C, con editor de texto.  También, hay una pantalla gráfica que se puede usar en vez de PrintToScreen.  
Aunque EasyC tiene muchos rasgos de C, los menús no se permiten los programadores utilizar sintaxis como switch-case de C. En esta situación, se necesita usar bloques de «User Code» (códigos del programador.) Además, funciones como printf de C se ponen funciones como PrintToScreen (escriba a la pantalla en español.) 
No dispone de una versión en español, solo inglés.